# 1424
Portal Geschichte | Portal Biografien | Aktuelle Ereignisse | Jahreskalender | Tagesartikel

◄ |
14. Jahrhundert |
15. Jahrhundert
| 16. Jahrhundert | ►

◄ |
1390er |
1400er |
1410er |
1420er
| 1430er | 1440er | 1450er | ►

◄◄ |
◄ |
1420 |
1421 |
1422 |
1423 |
1424
| 1425 | 1426 | 1427 | 1428 | ► | ►►
Staatsoberhäupter  · Nekrolog   · Musikjahr
| Januar | Januar | Januar | Januar | Januar | Januar | Januar | Januar |
| Kw     | Mo     | Di     | Mi     | Do     | Fr     | Sa     | So     |
| ------ | ------ | ------ | ------ | ------ | ------ | ------ | ------ |
| 52     |        |        |        |        |        | 1      | 2      |
| 1      | 3      | 4      | 5      | 6      | 7      | 8      | 9      |
| 2      | 10     | 11     | 12     | 13     | 14     | 15     | 16     |
| 3      | 17     | 18     | 19     | 20     | 21     | 22     | 23     |
| 4      | 24     | 25     | 26     | 27     | 28     | 29     | 30     |
| 5      | 31     |        |        |        |        |        |        |

| Februar | Februar | Februar | Februar | Februar | Februar | Februar | Februar |
| Kw      | Mo      | Di      | Mi      | Do      | Fr      | Sa      | So      |
| ------- | ------- | ------- | ------- | ------- | ------- | ------- | ------- |
| 5       |         | 1       | 2       | 3       | 4       | 5       | 6       |
| 6       | 7       | 8       | 9       | 10      | 11      | 12      | 13      |
| 7       | 14      | 15      | 16      | 17      | 18      | 19      | 20      |
| 8       | 21      | 22      | 23      | 24      | 25      | 26      | 27      |
| 9       | 28      | 29      |         |         |         |         |         |

| März | März | März | März | März | März | März | März |
| Kw   | Mo   | Di   | Mi   | Do   | Fr   | Sa   | So   |
| ---- | ---- | ---- | ---- | ---- | ---- | ---- | ---- |
| 9    |      |      | 1    | 2    | 3    | 4    | 5    |
| 10   | 6    | 7    | 8    | 9    | 10   | 11   | 12   |
| 11   | 13   | 14   | 15   | 16   | 17   | 18   | 19   |
| 12   | 20   | 21   | 22   | 23   | 24   | 25   | 26   |
| 13   | 27   | 28   | 29   | 30   | 31   |      |      |

| April | April | April | April | April | April | April | April |
| Kw    | Mo    | Di    | Mi    | Do    | Fr    | Sa    | So    |
| ----- | ----- | ----- | ----- | ----- | ----- | ----- | ----- |
| 13    |       |       |       |       |       | 1     | 2     |
| 14    | 3     | 4     | 5     | 6     | 7     | 8     | 9     |
| 15    | 10    | 11    | 12    | 13    | 14    | 15    | 16    |
| 16    | 17    | 18    | 19    | 20    | 21    | 22    | 23    |
| 17    | 24    | 25    | 26    | 27    | 28    | 29    | 30    |

| Mai | Mai | Mai | Mai | Mai | Mai | Mai | Mai |
| Kw  | Mo  | Di  | Mi  | Do  | Fr  | Sa  | So  |
| --- | --- | --- | --- | --- | --- | --- | --- |
| 18  | 1   | 2   | 3   | 4   | 5   | 6   | 7   |
| 19  | 8   | 9   | 10  | 11  | 12  | 13  | 14  |
| 20  | 15  | 16  | 17  | 18  | 19  | 20  | 21  |
| 21  | 22  | 23  | 24  | 25  | 26  | 27  | 28  |
| 22  | 29  | 30  | 31  |     |     |     |     |

| Juni | Juni | Juni | Juni | Juni | Juni | Juni | Juni |
| Kw   | Mo   | Di   | Mi   | Do   | Fr   | Sa   | So   |
| ---- | ---- | ---- | ---- | ---- | ---- | ---- | ---- |
| 22   |      |      |      | 1    | 2    | 3    | 4    |
| 23   | 5    | 6    | 7    | 8    | 9    | 10   | 11   |
| 24   | 12   | 13   | 14   | 15   | 16   | 17   | 18   |
| 25   | 19   | 20   | 21   | 22   | 23   | 24   | 25   |
| 26   | 26   | 27   | 28   | 29   | 30   |      |      |

| Juli | Juli | Juli | Juli | Juli | Juli | Juli | Juli |
| Kw   | Mo   | Di   | Mi   | Do   | Fr   | Sa   | So   |
| ---- | ---- | ---- | ---- | ---- | ---- | ---- | ---- |
| 26   |      |      |      |      |      | 1    | 2    |
| 27   | 3    | 4    | 5    | 6    | 7    | 8    | 9    |
| 28   | 10   | 11   | 12   | 13   | 14   | 15   | 16   |
| 29   | 17   | 18   | 19   | 20   | 21   | 22   | 23   |
| 30   | 24   | 25   | 26   | 27   | 28   | 29   | 30   |
| 31   | 31   |      |      |      |      |      |      |

| August | August | August | August | August | August | August | August |
| Kw     | Mo     | Di     | Mi     | Do     | Fr     | Sa     | So     |
| ------ | ------ | ------ | ------ | ------ | ------ | ------ | ------ |
| 31     |        | 1      | 2      | 3      | 4      | 5      | 6      |
| 32     | 7      | 8      | 9      | 10     | 11     | 12     | 13     |
| 33     | 14     | 15     | 16     | 17     | 18     | 19     | 20     |
| 34     | 21     | 22     | 23     | 24     | 25     | 26     | 27     |
| 35     | 28     | 29     | 30     | 31     |        |        |        |

| September | September | September | September | September | September | September | September |
| Kw        | Mo        | Di        | Mi        | Do        | Fr        | Sa        | So        |
| --------- | --------- | --------- | --------- | --------- | --------- | --------- | --------- |
| 35        |           |           |           |           | 1         | 2         | 3         |
| 36        | 4         | 5         | 6         | 7         | 8         | 9         | 10        |
| 37        | 11        | 12        | 13        | 14        | 15        | 16        | 17        |
| 38        | 18        | 19        | 20        | 21        | 22        | 23        | 24        |
| 39        | 25        | 26        | 27        | 28        | 29        | 30        |           |

| Oktober | Oktober | Oktober | Oktober | Oktober | Oktober | Oktober | Oktober |
| Kw      | Mo      | Di      | Mi      | Do      | Fr      | Sa      | So      |
| ------- | ------- | ------- | ------- | ------- | ------- | ------- | ------- |
| 39      |         |         |         |         |         |         | 1       |
| 40      | 2       | 3       | 4       | 5       | 6       | 7       | 8       |
| 41      | 9       | 10      | 11      | 12      | 13      | 14      | 15      |
| 42      | 16      | 17      | 18      | 19      | 20      | 21      | 22      |
| 43      | 23      | 24      | 25      | 26      | 27      | 28      | 29      |
| 44      | 30      | 31      |         |         |         |         |         |

| November | November | November | November | November | November | November | November |
| Kw       | Mo       | Di       | Mi       | Do       | Fr       | Sa       | So       |
| -------- | -------- | -------- | -------- | -------- | -------- | -------- | -------- |
| 44       |          |          | 1        | 2        | 3        | 4        | 5        |
| 45       | 6        | 7        | 8        | 9        | 10       | 11       | 12       |
| 46       | 13       | 14       | 15       | 16       | 17       | 18       | 19       |
| 47       | 20       | 21       | 22       | 23       | 24       | 25       | 26       |
| 48       | 27       | 28       | 29       | 30       |          |          |          |

| Dezember | Dezember | Dezember | Dezember | Dezember | Dezember | Dezember | Dezember |
| Kw       | Mo       | Di       | Mi       | Do       | Fr       | Sa       | So       |
| -------- | -------- | -------- | -------- | -------- | -------- | -------- | -------- |
| 48       |          |          |          |          | 1        | 2        | 3        |
| 49       | 4        | 5        | 6        | 7        | 8        | 9        | 10       |
| 50       | 11       | 12       | 13       | 14       | 15       | 16       | 17       |
| 51       | 18       | 19       | 20       | 21       | 22       | 23       | 24       |
| 52       | 25       | 26       | 27       | 28       | 29       | 30       | 31       |

| Januar | Januar | Januar | Januar | Januar | Januar | Januar | Januar |
| Kw     | Mo     | Di     | Mi     | Do     | Fr     | Sa     | So     |
| ------ | ------ | ------ | ------ | ------ | ------ | ------ | ------ |
| 52     |        |        |        |        |        | 1      | 2      |
| 1      | 3      | 4      | 5      | 6      | 7      | 8      | 9      |
| 2      | 10     | 11     | 12     | 13     | 14     | 15     | 16     |
| 3      | 17     | 18     | 19     | 20     | 21     | 22     | 23     |
| 4      | 24     | 25     | 26     | 27     | 28     | 29     | 30     |
| 5      | 31     |        |        |        |        |        |        |

| Februar | Februar | Februar | Februar | Februar | Februar | Februar | Februar |
| Kw      | Mo      | Di      | Mi      | Do      | Fr      | Sa      | So      |
| ------- | ------- | ------- | ------- | ------- | ------- | ------- | ------- |
| 5       |         | 1       | 2       | 3       | 4       | 5       | 6       |
| 6       | 7       | 8       | 9       | 10      | 11      | 12      | 13      |
| 7       | 14      | 15      | 16      | 17      | 18      | 19      | 20      |
| 8       | 21      | 22      | 23      | 24      | 25      | 26      | 27      |
| 9       | 28      | 29      |         |         |         |         |         |

| März | März | März | März | März | März | März | März |
| Kw   | Mo   | Di   | Mi   | Do   | Fr   | Sa   | So   |
| ---- | ---- | ---- | ---- | ---- | ---- | ---- | ---- |
| 9    |      |      | 1    | 2    | 3    | 4    | 5    |
| 10   | 6    | 7    | 8    | 9    | 10   | 11   | 12   |
| 11   | 13   | 14   | 15   | 16   | 17   | 18   | 19   |
| 12   | 20   | 21   | 22   | 23   | 24   | 25   | 26   |
| 13   | 27   | 28   | 29   | 30   | 31   |      |      |

| April | April | April | April | April | April | April | April |
| Kw    | Mo    | Di    | Mi    | Do    | Fr    | Sa    | So    |
| ----- | ----- | ----- | ----- | ----- | ----- | ----- | ----- |
| 13    |       |       |       |       |       | 1     | 2     |
| 14    | 3     | 4     | 5     | 6     | 7     | 8     | 9     |
| 15    | 10    | 11    | 12    | 13    | 14    | 15    | 16    |
| 16    | 17    | 18    | 19    | 20    | 21    | 22    | 23    |
| 17    | 24    | 25    | 26    | 27    | 28    | 29    | 30    |

| Mai | Mai | Mai | Mai | Mai | Mai | Mai | Mai |
| Kw  | Mo  | Di  | Mi  | Do  | Fr  | Sa  | So  |
| --- | --- | --- | --- | --- | --- | --- | --- |
| 18  | 1   | 2   | 3   | 4   | 5   | 6   | 7   |
| 19  | 8   | 9   | 10  | 11  | 12  | 13  | 14  |
| 20  | 15  | 16  | 17  | 18  | 19  | 20  | 21  |
| 21  | 22  | 23  | 24  | 25  | 26  | 27  | 28  |
| 22  | 29  | 30  | 31  |     |     |     |     |

| Juni | Juni | Juni | Juni | Juni | Juni | Juni | Juni |
| Kw   | Mo   | Di   | Mi   | Do   | Fr   | Sa   | So   |
| ---- | ---- | ---- | ---- | ---- | ---- | ---- | ---- |
| 22   |      |      |      | 1    | 2    | 3    | 4    |
| 23   | 5    | 6    | 7    | 8    | 9    | 10   | 11   |
| 24   | 12   | 13   | 14   | 15   | 16   | 17   | 18   |
| 25   | 19   | 20   | 21   | 22   | 23   | 24   | 25   |
| 26   | 26   | 27   | 28   | 29   | 30   |      |      |

| Juli | Juli | Juli | Juli | Juli | Juli | Juli | Juli |
| Kw   | Mo   | Di   | Mi   | Do   | Fr   | Sa   | So   |
| ---- | ---- | ---- | ---- | ---- | ---- | ---- | ---- |
| 26   |      |      |      |      |      | 1    | 2    |
| 27   | 3    | 4    | 5    | 6    | 7    | 8    | 9    |
| 28   | 10   | 11   | 12   | 13   | 14   | 15   | 16   |
| 29   | 17   | 18   | 19   | 20   | 21   | 22   | 23   |
| 30   | 24   | 25   | 26   | 27   | 28   | 29   | 30   |
| 31   | 31   |      |      |      |      |      |      |

| August | August | August | August | August | August | August | August |
| Kw     | Mo     | Di     | Mi     | Do     | Fr     | Sa     | So     |
| ------ | ------ | ------ | ------ | ------ | ------ | ------ | ------ |
| 31     |        | 1      | 2      | 3      | 4      | 5      | 6      |
| 32     | 7      | 8      | 9      | 10     | 11     | 12     | 13     |
| 33     | 14     | 15     | 16     | 17     | 18     | 19     | 20     |
| 34     | 21     | 22     | 23     | 24     | 25     | 26     | 27     |
| 35     | 28     | 29     | 30     | 31     |        |        |        |

| September | September | September | September | September | September | September | September |
| Kw        | Mo        | Di        | Mi        | Do        | Fr        | Sa        | So        |
| --------- | --------- | --------- | --------- | --------- | --------- | --------- | --------- |
| 35        |           |           |           |           | 1         | 2         | 3         |
| 36        | 4         | 5         | 6         | 7         | 8         | 9         | 10        |
| 37        | 11        | 12        | 13        | 14        | 15        | 16        | 17        |
| 38        | 18        | 19        | 20        | 21        | 22        | 23        | 24        |
| 39        | 25        | 26        | 27        | 28        | 29        | 30        |           |

| Oktober | Oktober | Oktober | Oktober | Oktober | Oktober | Oktober | Oktober |
| Kw      | Mo      | Di      | Mi      | Do      | Fr      | Sa      | So      |
| ------- | ------- | ------- | ------- | ------- | ------- | ------- | ------- |
| 39      |         |         |         |         |         |         | 1       |
| 40      | 2       | 3       | 4       | 5       | 6       | 7       | 8       |
| 41      | 9       | 10      | 11      | 12      | 13      | 14      | 15      |
| 42      | 16      | 17      | 18      | 19      | 20      | 21      | 22      |
| 43      | 23      | 24      | 25      | 26      | 27      | 28      | 29      |
| 44      | 30      | 31      |         |         |         |         |         |

| November | November | November | November | November | November | November | November |
| Kw       | Mo       | Di       | Mi       | Do       | Fr       | Sa       | So       |
| -------- | -------- | -------- | -------- | -------- | -------- | -------- | -------- |
| 44       |          |          | 1        | 2        | 3        | 4        | 5        |
| 45       | 6        | 7        | 8        | 9        | 10       | 11       | 12       |
| 46       | 13       | 14       | 15       | 16       | 17       | 18       | 19       |
| 47       | 20       | 21       | 22       | 23       | 24       | 25       | 26       |
| 48       | 27       | 28       | 29       | 30       |          |          |          |

| Dezember | Dezember | Dezember | Dezember | Dezember | Dezember | Dezember | Dezember |
| Kw       | Mo       | Di       | Mi       | Do       | Fr       | Sa       | So       |
| -------- | -------- | -------- | -------- | -------- | -------- | -------- | -------- |
| 48       |          |          |          |          | 1        | 2        | 3        |
| 49       | 4        | 5        | 6        | 7        | 8        | 9        | 10       |
| 50       | 11       | 12       | 13       | 14       | 15       | 16       | 17       |
| 51       | 18       | 19       | 20       | 21       | 22       | 23       | 24       |
| 52       | 25       | 26       | 27       | 28       | 29       | 30       | 31       |

## Ereignisse

### Politik und Weltgeschehen

#### Hussitenkriege

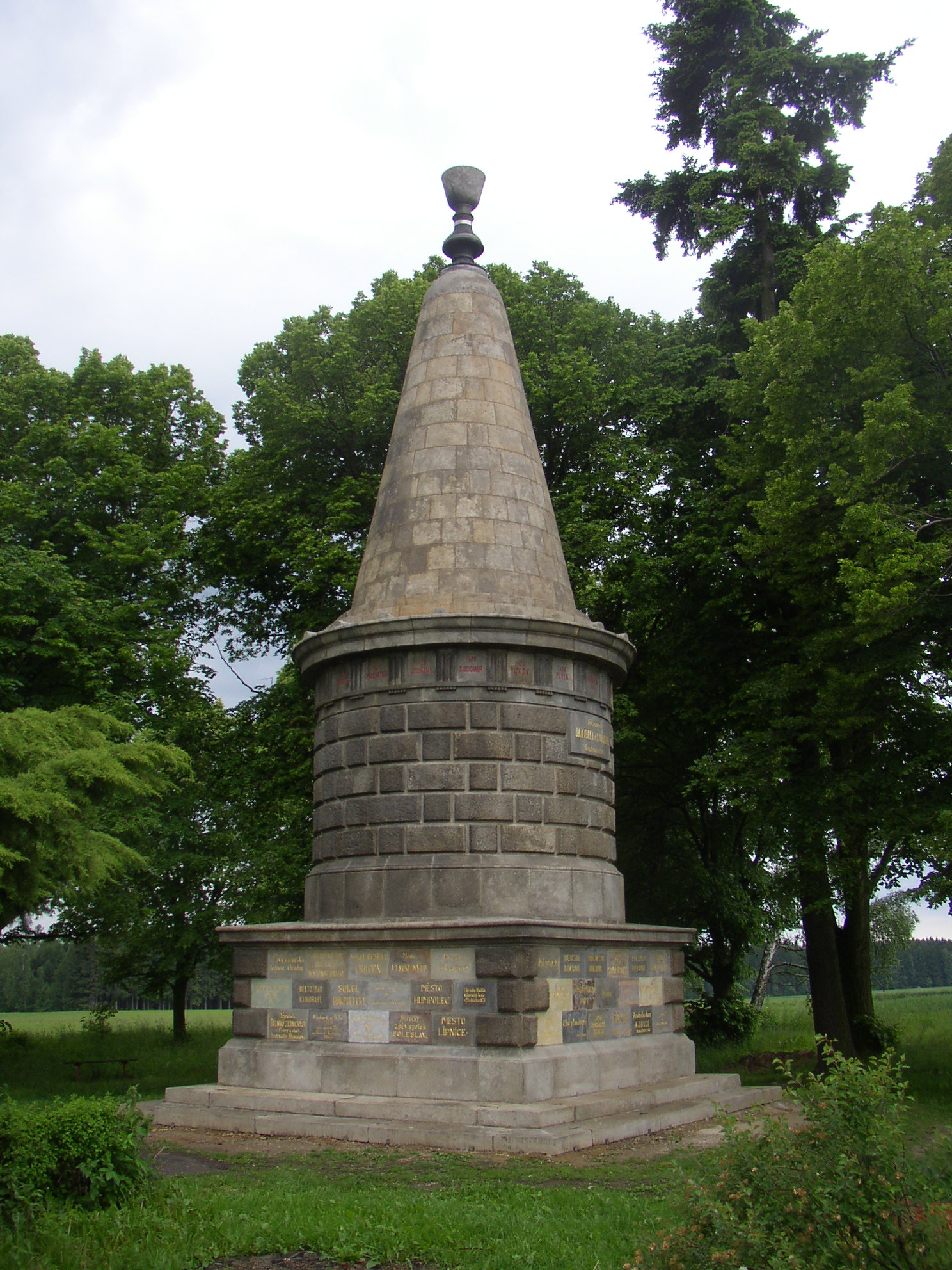
Žižkas Grabhügel

- In der Schlacht bei Maleschau am 7. Juni besiegt ein Heer radikaler Hussiten unter dem Kommando des blinden Jan Žižka ein gemeinsames Heer der gemäßigten Prager Hussiten und des katholischen Adels. Zu den Befehlshabern auf Seiten der Prager gehört Hašek von Waldstein, der sich nach der Niederlage wieder auf die Seite des späteren Kaisers schlägt. Die Hussitenkriege verlagern sich in der Folge nach Mähren. Während Herzog Albrecht von Österreich im Juli von Süden her versucht, das Land in die Hand zu bekommen, beginnt von Westen her ein verheerender hussitischer Angriff. Mehrere habsburgisch-katholisch gesinnte Städte wurden eingenommen und dem Erdboden gleichgemacht.
- 11. Oktober: Während der Belagerung der Festung Přibyslav stirbt Jan Žižka bei Schönfeld an einer Pestinfektion. Sein Nachfolger als Heerführer wird Andreas Prokop.
- Hussiteneinfälle ins Mühlviertel: Ulrichsberg und Umgebung werden völlig verwüstet, Ried in der Riedmark und ein zweites Mal nach 1422 Pregarten gebrandschatzt.

#### Weitere Ereignisse im Heiligen Römischen Reich

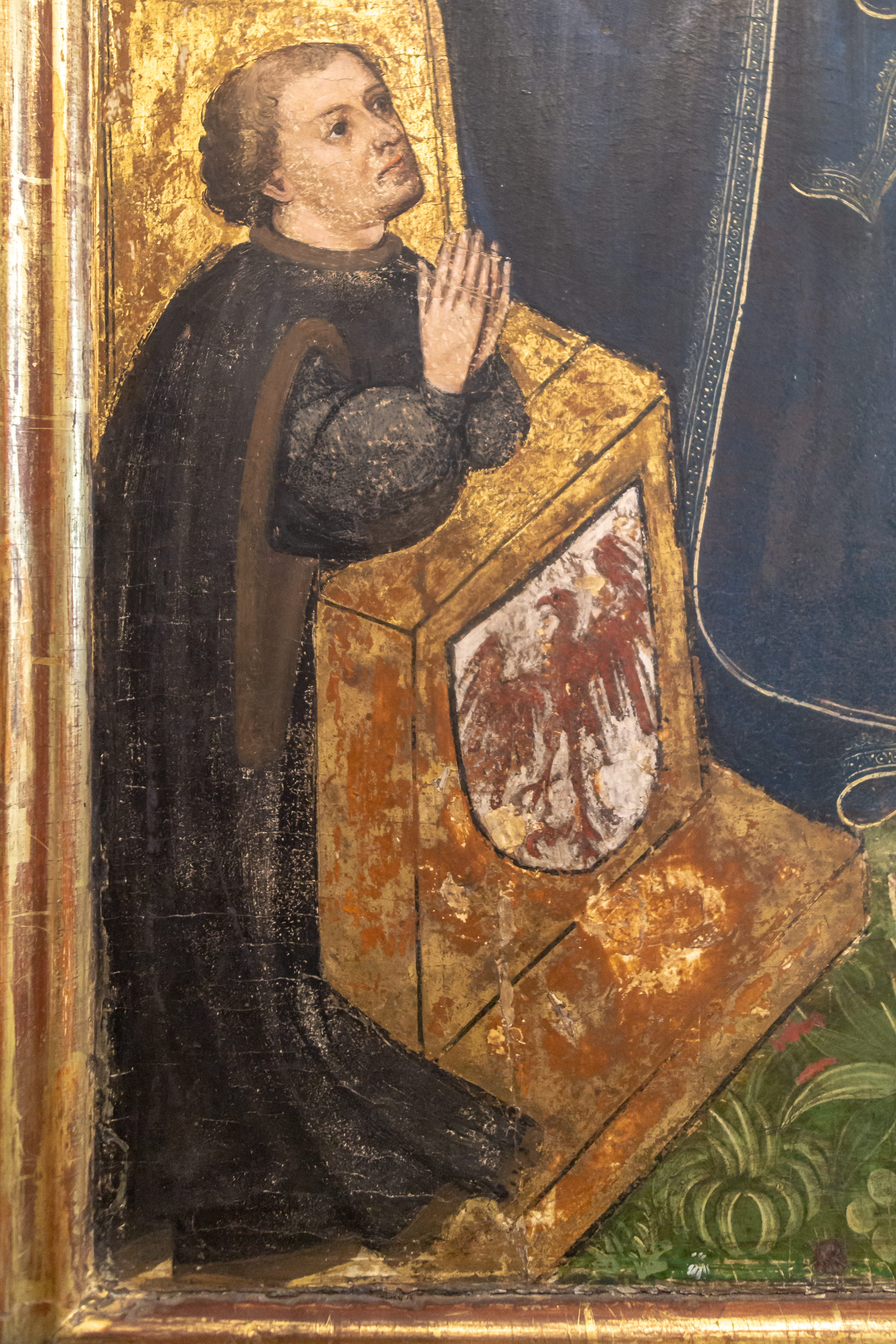
Friedrich I. von Brandenburg

- 17. Januar: Der sogenannte Kurverein von Bingen wird von sechs Kurfürsten gegen den römisch-deutschen König Sigismund gegründet. Vor allem der inzwischen mit Polen verbündete Friedrich I. von Brandenburg rebelliert gegen den König. Im Reich droht eine erneute Thronänderung, die aber 1426 durch eine Versöhnung Friedrichs mit dem König abgewendet werden kann.
- 10. Juni: Nach dem Tod des Habsburgers Ernst der Eiserne wird sein Sohn Friedrich V. Herzog von Innerösterreich, bestehend aus der Steiermark, Kärnten und Krain. Vormund des minderjährigen Friedrich und seines Bruders Albrecht VI. wird ihr Onkel Friedrich IV. von Tirol.
- Oktober: Die jüdische Gemeinde in Köln wird aus der Stadt ausgewiesen. Die mittelalterliche Synagoge wird umgebaut und als christliche Ratskapelle St. Maria in Jerusalem genutzt. Die wenigen verbliebenen Juden bilden im rechtsrheinischen Deutz den Anfang einer Gemeinde, deren Rabbiner sich später als „Landrabbiner von Köln“ bezeichnen.
- Herzog Friedrich IV. von Tirol, Regent der habsburgischen Vorlande, verpfändet die Grafschaft Kyburg an die Stadt Zürich.

#### Hundertjähriger Krieg
- John Stewart, 3. Earl of Buchan, kehrt nach Frankreich zurück, nachdem er in Schottland neue Truppen für den Hundertjährigen Krieg gegen England ausgehoben hat. 2.500 Bewaffnete und 4.000 Bogenschützen begleiten ihn.
- Anfang August: Die Burg Ivry ergibt sich den Engländern, bevor sie von den schottischen Truppen entsetzt werden kann. Diese wenden sich daraufhin nach Verneuil-sur-Avre, das sie mit einer List erobern.

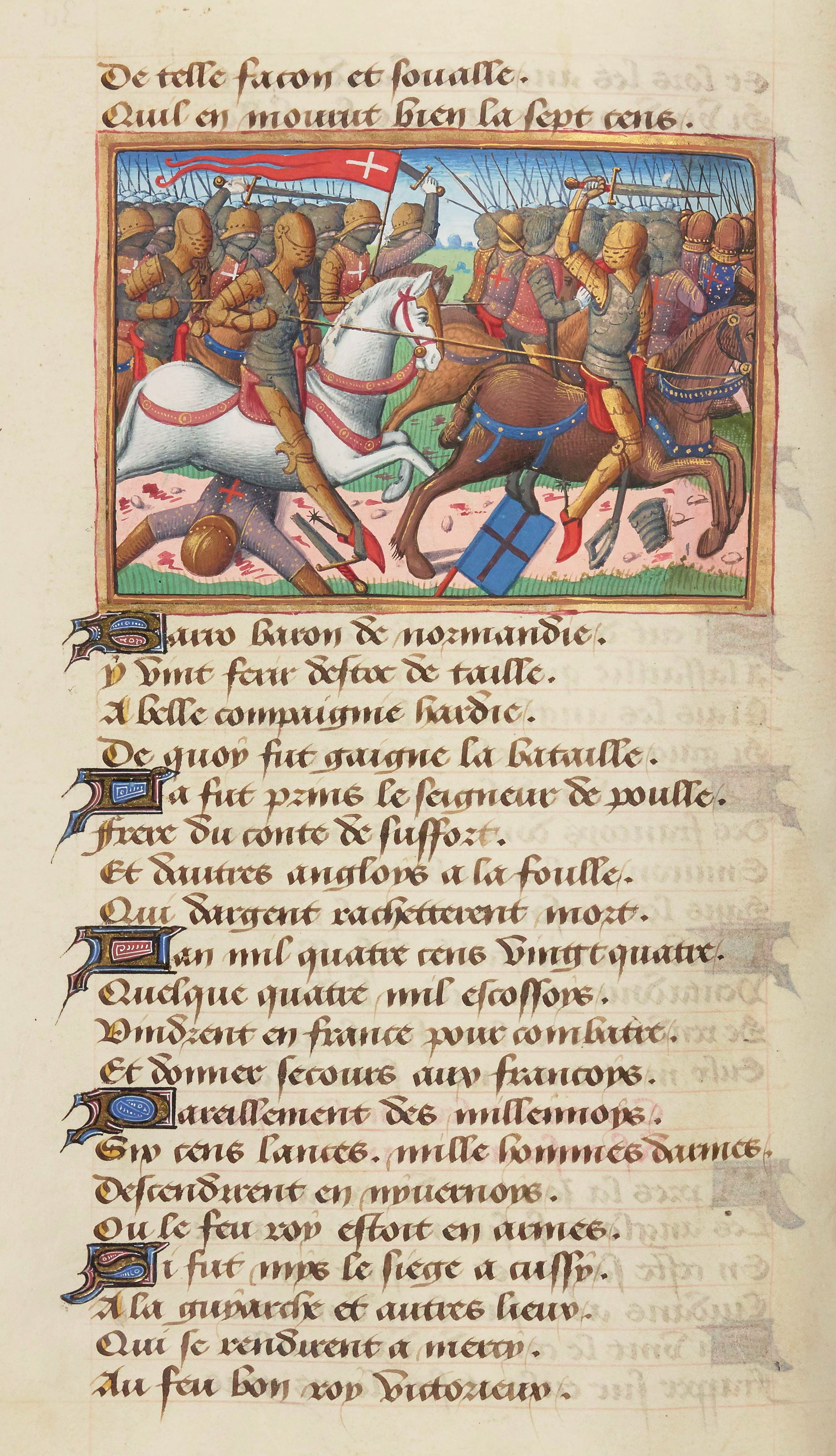
Kämpfe zwischen den Fußtruppen in der Schlacht von Verneuil (Vigiles du roi Charles VII)

- 17. August: In der Schlacht von Verneuil siegen die mit dem Herzogtum Burgund verbündeten Engländer unter John of Lancaster, 1. Duke of Bedford, gegen eine schottisch-französische Armee. John Stewart kommt in der Schlacht ebenso ums Leben wie sein Schwiegervater Archibald Douglas, 4. Earl of Douglas. Johann II., Herzog von Alençon, wird gefangen genommen.

#### Schottland

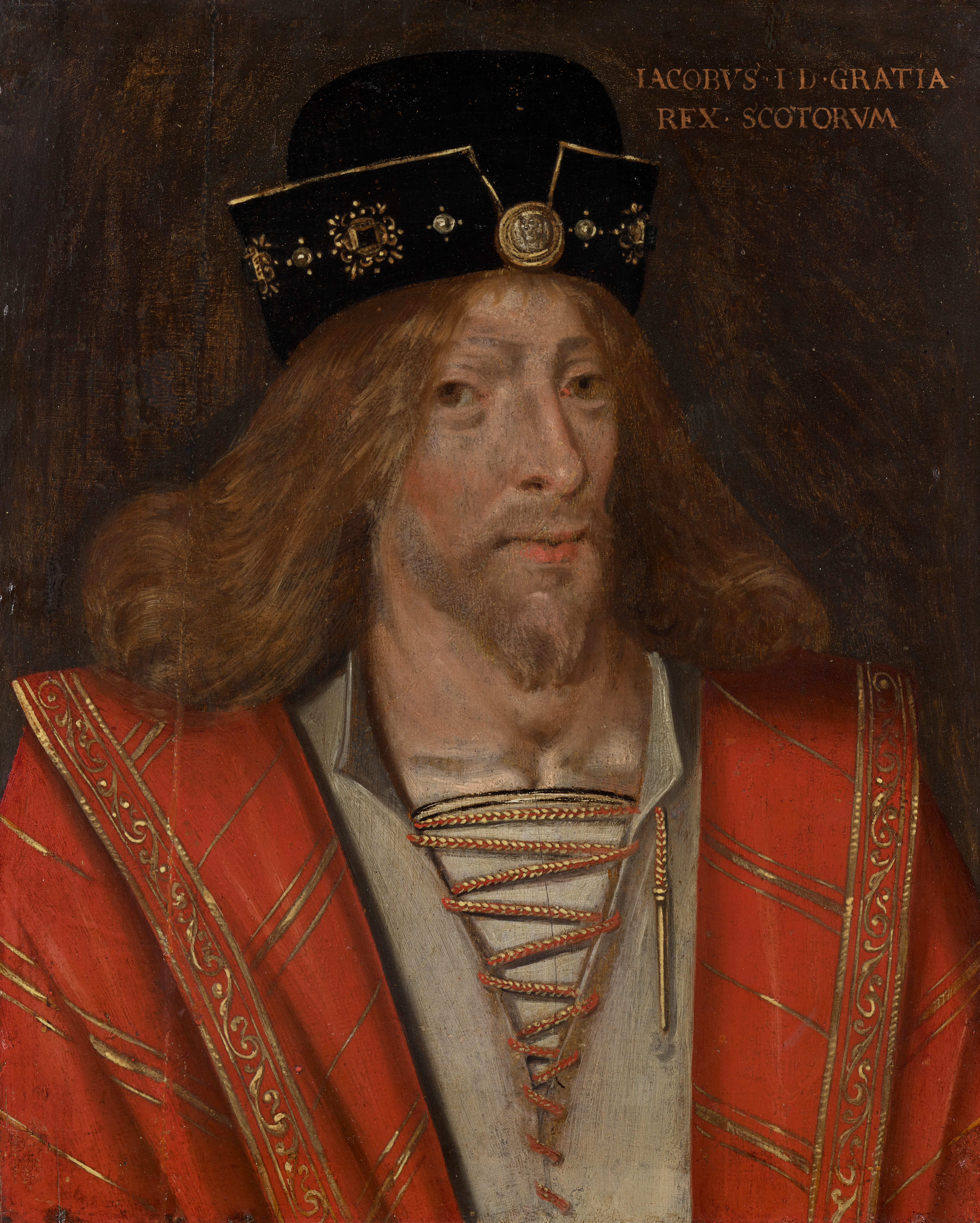
James I. (Darstellung um 1579)

Nachdem im Jahr 1420 das Lösegeld für den gefangenen König an die englische Krone bezahlt worden ist, kehrt James I. gemeinsam mit seiner Frau Joan Beaufort nach Schottland zurück und wird im Mai in Scone gekrönt. Dann macht er sich daran, die königliche Autorität im Königreich Schottland wiederherzustellen und wendet sich gegen den bisherigen Regenten Murdoch Stewart, 2. Duke of Albany.

#### Kaiserreich China

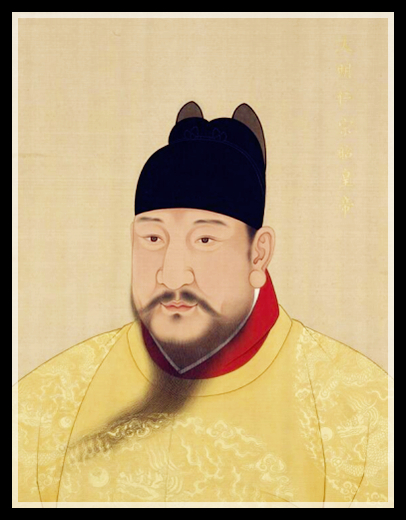
Kaiser Hongxi

Hongxi wird nach dem Tod seines Vaters Yongle vierter Kaiser von China aus der Ming-Dynastie. Er setzt in Ungnade gefallene Konfuzianer wieder ein und beruft seine engsten Ratgeber in höchste Beamtenposten. Gelehrte der Hanlin-Akademie ernennt er zu kaiserlichen Großsekretären, welche wiederum damit beauftragt werden, den seit Yongle sehr militärisch ausgerichteten Regierungsinstitutionen wieder ein ziviles Inneres zu verleihen. Hongxi legt größtes Augenmerk auf die Finanzen und die Bürokratie des Reiches. Mit ihm finden die Entdeckungs- und Handelsreisen von Zheng He aufgrund der ungeheuren Kosten ein vorläufiges Ende. Der neue Kaiser untersagt Beschlagnahmungen von Bauholz, Gold und Silber seitens der Regierung, erlässt Steuersenkungen für verarmte Bauern und setzt Kommissionen ein, um Steuerhinterziehungen nachzuforschen. Während der Hungerkatastrophe von 1424 setzt er sich über den Rat der Minister hinweg und versorgt die Hungernden mit Lebensmitteln.

### Wirtschaft
- Der Mainz-Pfälzer-Pfennigverein wird gegründet.

### Katastrophen
- 19. November: Die dritte Elisabethenflut nach 1404 und 1421 trifft die niederländische Küste.

## Geboren

### Geburtsdatum gesichert
- 2. Juni: Ferdinand I., König von Neapel († 1494)
- 9. Juni: Blanca II. von Navarra, Titularkönigin von Navarra († 1464)
- 21. Juli: Alfonso de Palencia, spanischer Historiograph, Lexikograph und Humanist († 1492)
- 31. Oktober: Władysław III., König von Polen und Ungarn († 1444)
- 25. Dezember: Margarethe von Schottland, schottische Adelige, Ehefrau von Ludwig XI. von Frankreich († 1445)

### Genaues Geburtsdatum unbekannt
- Januar: Isabella von Clermont, Fürstin von Tarent und Königin von Neapel († 1465)
- al-Aziz Yusuf, Sultan von Ägypten
- Tommaso Ghirlandaio, italienischer Händler und Künstler († nach 1478)
- Wilhelm Herter von Hertneck, deutscher Feldhauptmann und Staatsmann († 1477)
- Katarina Kosača-Kotromanić, letzte Königin von Bosnien († 1478)
- Friedrich III., Herzog von Braunschweig-Lüneburg († 1495)
- Inés Peraza de las Casas, Herrin der Kanarischen Inseln († 1503)
- Ludwig I., Herzog von Pfalz-Zweibrücken († 1489)
- Reinhard von Weilnau, Fürstabt des Klosters Fulda († 1476)

### Geboren um 1424
- Friedrich III. von Brandenburg, Markgraf von Brandenburg († 1463)

## Gestorben

### Erstes Halbjahr
- 4. Januar: Muzio Attendolo Sforza, italienischer Condottiere (* 1369)
- 3. Februar: Johann von Bieberstein, böhmischer Adliger (* um 1342)
- 16. April: Konrad III., Titular-Graf von Freiburg, Graf von Neuenburg und Herr von Badenweiler (* 1372)
- 31. März: Siegfried Lander von Spanheim, Landmeister in Livland (* 14. Jahrhundert)
- 10. Mai: Go-Kameyama, Kaiser von Japan (* vermutlich 1347)
- 12. Mai: Johann I. von Hoya, Fürstbischof von Paderborn und Hildesheim (* 1355)
- 10. Juni: Ernst der Eiserne, Herzog von Österreich (* 1377)

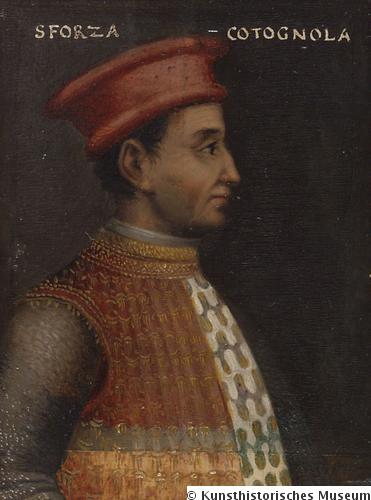
Muzio Attendolo
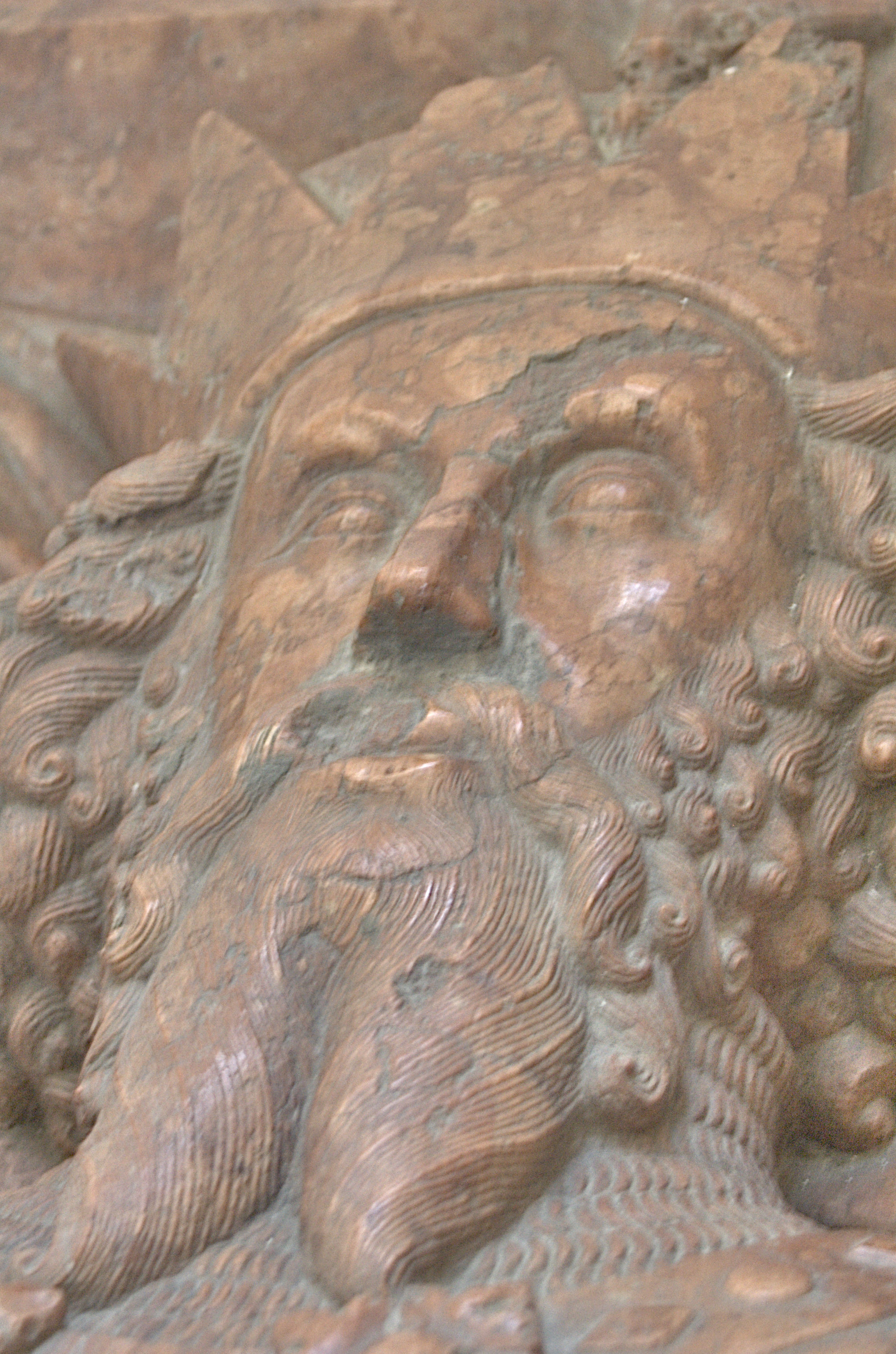
Grabplatte Ernsts des Eisernen

### Zweites Halbjahr
- 12. August: Yongle, chinesischer Kaiser der Ming-Dynastie (* 1360)
- 17. August: Archibald Douglas, schottischer Adliger, 4. Earl of Douglas, Herzog von Touraine  (* um 1370)
- 17. August: John Stewart, schottischer Adliger, 3. Earl of Buchan (* um 1381)
- 11. Oktober: Jan Žižka, tschechischer Heerführer der Hussiten (* um 1360)
- 14. Oktober: Otto IV. von Hoya, Bischof von Münster
- 24. Oktober: Albert Schreye, Kaufmann, Ratsherr und Kämmereiherr in Hamburg

Hofporträt des Yongle-Kaisers
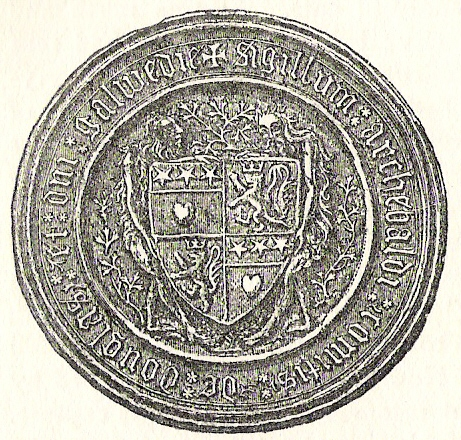
Siegel des 4. Earl of Douglas um 1400
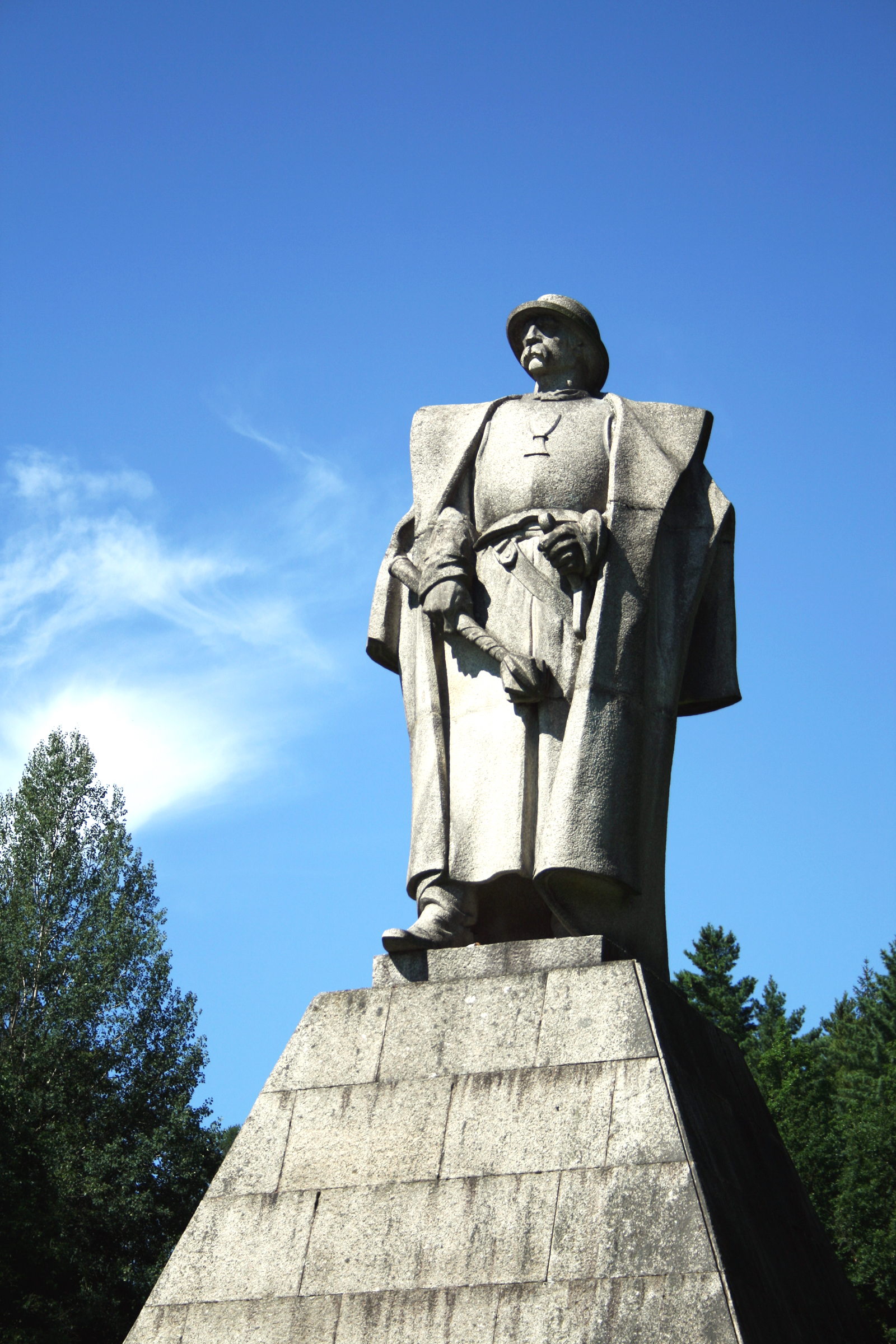
Žižka-Denkmal bei Trocnov

### Genaues Todesdatum unbekannt
- März: Johannes II. von Waldburg, deutscher Landgraf und Ritter (* um 1344)
- 14. Mai oder 16. Juni: Johannes Ambundi, Bischof von Chur und Erzbischof von Riga
- Odette de Champdivers, französische Adelige, Mätresse von König Karl VI. (* um 1385)
- Štěpán z Pálče, böhmischer Theologe und Rektor an der Karls-Universität in Prag (* um 1370)
- Giovanni Sercambi, italienischer Schriftsteller und Staatsmann (* 1348)
- Johann II., Herzog von Troppau und Ratibor (* nach 1365)